# Discografia di Ray J
Di seguito è elencata la discografia del cantante R&B Ray J:

## Albums

### Studio
| Anno | Dettagli | Classifica | Classifica |
| Anno | Dettagli | US         | US R&B     |
| ---- | --- | ---------- | ---------- |
| 1997 | Everything You Want - Pubblicazione: 25 marzo, 1997 - Formati: CD - Etichetta: Elektra Records/Asylum Records                        | 33         | 56         |
| 2001 | This Ain't a Game - Pubblicazione: Giugno 2001 - Formati: CD - Etichetta: Atlantic Records/Knockout Entertainment                    | 21         | 9          |
| 2005 | Raydiation - Pubblicazione: 27 settembre, 2005 - Formati: digital download, CD - Etichetta: Sanctuary Records/Knockout Entertainment | 48         | 13         |
| 2008 | All I Feel - Pubblicazione: 8 aprile, 2008 - Formati: digital download, CD - Etichetta: Knockout Entertainment/Koch Records/Deja 34  | 7          | 1          |

### Colonne sonore
| Anno | Dettagli | Classifica | Vendite/Certificazione   |
| Anno | Dettagli | US R&B     | Vendite/Certificazione   |
| ---- | --- | ---------- | ------------------------ |
| 2009 | For the Love of Ray J - Pubblicazione: 24 marzo, 2009 - Formati: Download digitale, CD - Etichetta: Knockout Entertainment/E1 Music | 53         | - vendite in USA: 5,000+ |

## Mixtape
- Ray J Un-Kut (con DJ Kay Slay)
  - Pubblicazione: 1º dicembre, 2007
  - Etichetta: Knockout Entertainment

## Singoli
| Anno | Titolo                                        | Classifica | Classifica | Classifica | Classifica | Classifica | Classifica | Album                        |
| Anno | Titolo                                        | US         | US R&B     | UK         | NZ         | AUS        | GER        | Album                        |
| ---- | --------------------------------------------- | ---------- | ---------- | ---------- | ---------- | ---------- | ---------- | ---------------------------- |
| 1997 | "Let It Go"                                   | 25         | 17         | —          | 10         | —          | —          | Everything You Want          |
| 1997 | "Everything You Want"                         | 83         | 29         | —          | 33         | 33         | —          | Everything You Want          |
| 1998 | "That's Why I Lie"                            | —          | —          | 71         | 22         | —          | —          | Dr. Dolittle O.S.T.          |
| 2001 | "Wait a Minute" (featuring Lil' Kim)          | 30         | 8          | 54         | —          | —          | 72         | This Ain't a Game            |
| 2002 | "Formal Invite" (featuring Pharrell)          | —          | 54         | —          | —          | —          | —          | This Ain't a Game            |
| 2002 | "Keep Ya Head Up"                             | —          | 107        | —          | —          | —          | —          | This Ain't a Game            |
| 2005 | "One Wish"                                    | 11         | 3          | 13         | 20         | 43         | 73         | Raydiation                   |
| 2005 | "What I Need"                                 | 111        | 58         | —          | —          | —          | —          | Raydiation                   |
| 2007 | "Sexy Can I" (featuring Yung Berg)            | 3          | 4          | 66         | 10         | —          | —          | All I Feel                   |
| 2008 | "Gifts"                                       | —          | 65         | —          | —          | —          | —          | All I Feel                   |
| 2008 | "Sexy Ladies" (featuring Truth & Shorty Mack) | —          | 71         | —          | —          | —          | 15         | For the Love of Ray J O.S.T. |

### Featuring
| Anno | Canzone                                                                        | Classifica | Classifica | Classifica | Classifica | Album                                        |
| Anno | Canzone                                                                        | US 100     | US R&B     | US Rap     | UK         | Album                                        |
| ---- | ------------------------------------------------------------------------------ | ---------- | ---------- | ---------- | ---------- | -------------------------------------------- |
| 2001 | "Another Day In Paradise" (Brandy featuring Ray J)                             | —          | —          | —          | 5          | Full Moon                                    |
| 2007 | "Beds" (Lil Fizz featuring Ray J)                                              | —          | —          | —          | —          | Payday                                       |
| 2008 | "You Know Me" (2 Pistols featuring Ray J)                                      | —          | 43         | 16         | —          | Death Before Dishonor                        |
| 2008 | "Keep It Playa" (Boss Hogg Outlawz featuring Ray J)                            | —          | —          | —          | —          | Back by Blockular Demand: Serve & Collect II |
| 2008 | "Shut It All Down" (Jahfus featuring Ray J)                                    | —          | —          | —          | —          | CD Single                                    |
| 2009 | "Work That Body" (Lil Haze featuring Ray J)                                    | —          | —          | —          | —          | Work That Body                               |
| 2009 | "Tie Me Down" (New Boyz featuring Ray J)                                       | 22         | 42         | 5          | —          | Skinny Jeans and a Mic                       |
| 2009 | "Blockstars" (DJ Kayslay featuring Ray J, Yo Gotti, Busta Rhymes, & Jim Jones) | —          | —          | —          | —          | More Than Just a DJ                          |
| 2010 | "Thug Luv" (DJ Kayslay featuring Ray J, Maino, Papoose, & Red Cafe)            | —          | —          | —          | —          | More Than Just a DJ                          |

## Apparizioni
| Anno | Canzone                    | Artisti                                                    | Album                                        |
| ---- | -------------------------- | ---------------------------------------------------------- | -------------------------------------------- |
| 1999 | Unconditional Love         | Shyheim feat. Ray J                                        | Manchild                                     |
| 2002 | Play 2 Much                | B-Legit feat. Ray J                                        | Hard 2 B-Legit                               |
| 2003 | Be Easy                    | Yukmouth feat. Ray J & Gangsta Girl                        | Godzilla                                     |
| 2007 | True Love                  | T-Hud feat. Ray J                                          | Undrafted                                    |
| 2007 | Beds                       | Lil Fizz feat. Ray J                                       | PayDay                                       |
| 2007 | Get Em' Girl               | Lunch feat. Ray J                                          | Heart of a Lion                              |
| 2007 | Let's Go                   | Styles P feat. Ray                                         | Super Gangster (Extraordinary Gentleman)     |
| 2008 | Go Getta                   | AZ feat. Ray J                                             | Undeniable                                   |
| 2008 | Turn It Around             | Omega Red feat. Ray J                                      | Turn It Around (CD)                          |
| 2008 | You Know Me                | 2 Pistols feat. Ray J                                      | Death Before Dishonor                        |
| 2008 | Rush                       | J-LP feat. Ray J                                           | Rush (CD)                                    |
| 2008 | Keep It Playa              | Boss Hogg Outlawz feat. Ray J                              | Back by Blockular Demand: Serve & Collect II |
| 2008 | Work That Body             | Lil Haze feat. Ray J                                       | Doin' da Most                                |
| 2008 | We Global                  | DJ Khaled feat. Trey Songz, Fat Joe & Ray J                | We Global                                    |
| 2008 | She Freaky                 | Unk feat. Ray J & Blazed                                   | 2econd Season                                |
| 2009 | Peep'n Game                | Tha Realest feat. Ray J                                    | Witness Tha Realest                          |
| 2009 | I'm a Gangsta              | Yukmouth feat. Dyson, Ray J & Crooked I                    | The West Coast Don                           |
| 2009 | She Got Me Like (Ahh Shit) | Bubba Sparxxx feat. Ray J                                  | The New South                                |
| 2009 | California Life            | Young Life feat. Ray J                                     | California Life (CD)                         |
| 2009 | Sweat                      | DJ Drama feat. Fabolous, Ray J & La the Darkman            | Gangsta Grillz: The Album (Vol. 2)           |
| 2009 | Professional               | Play feat. Ray J                                           | Professional (CD)                            |
| 2009 | She Might Be               | Natasha Jane feat. Maino & Ray J                           | She Might Be (CD)                            |
| 2009 | Tie Me Down                | New Boyz feat. Ray J                                       | Skinny Jeanz and a Mic                       |
| 2009 | Crush                      | Warren G feat. Ray J                                       | The G-Files                                  |
| 2009 | That Girl                  | Kane feat. Ray J                                           | That Girl (CD)                               |
| 2009 | Sucka                      | Play-N-Skillz feat. Mutt Dog & Ray J                       | Recession Proof                              |
| 2010 | Blockstars                 | DJ Kayslay feat. Ray J, Yo Gotti, Jim Jones & Busta Rhymes | More Than Just a DJ                          |
| 2010 | Thug Luv'                  | DJ Kayslay feat. Maino, Ray J, Papoose & Red Cafe          | More Than Just a DJ                          |
| 2010 | You Heard of Us (Remix)    | DJ Kayslay feat. Sheek Louch, Styles P & Ray J             | More Than Just a DJ                          |
| 2010 | 143                        | Bobby Brackins feat. Ray J                                 | 143 (CD)                                     |
| 2010 | Breakfast in Bread         | Dorrough feat. Ray J                                       | Get Big                                      |
| 2010 | Remember When              | Gucci Mane feat. Ray J                                     | The Appeal: Georgia's Most Wanted            |
| 2010 | Call the Police            | Twista feat. Ray J                                         | The Perfect Storm                            |